# MHPArena
MHPArena je stadion u Stuttgartu, Njemačka. Prije 1993. godine, stadion se zvao Neckarstadion, nazvan po rijeci Neckar, a između 1993. i srpnja 2008., zvao se Gottlieb-Daimler-Stadion. Od sezone 2008./2009., ime stadiona je promijenjeno u Mercedes-Benz Arena, s prijateljskom utakmicom protiv Arsenala, 30. srpnja 2008.

## Povijest
Stadion je sagrađen 1933. po planovima njemačkog arhitekta Paula Bonatza. Novoizgrađeni stadion je nazvan Adolf-Hitler-Kampfbahn. Od 1945. do 1949. godine, ime stadiona je promijenjeno u Century Stadium, a kasnije u ime Kampfbahn. Koristiile su ga kopnene snage SAD-a da bi igrali baseball. Ime Neckarstation rabljeno je od 1949. godine. Stadion koristi VfB Stuttgart iz Bundeslige, a koristilo ga je i klub Stuttgarter Kickers dok je nastupao u Bundesligi.
Nakon obnavljanja u kasnim 1980-ima i ranim 1990-ima koje je većinom financirao Daimler-Benz, vijeće grada Stuttgarta je odlučilo posvetiti stadion Gottliebu Daimleru. Taj izumitelj je testirao i prvi motocikl i prvi automobil s četiri kotača u 1980-ima, na cesti između Cannstatta i Untertürkheima (danas zvan Mercedesstraße). Novi muzej, glavni centar i tvornica Mercedes-Benza je blizu tih mjesta.  
Današnji kapacitet stadiona je oko 58.000 ljudi, nakon nekoliko obnavljanja istočne tribine u 2005. godini.
Stadion je podijeljen na četiri dijela: 
- Haupttribüne (glavne tribine)
- Gegentribüne (suprotne tribine)
- Cannstatter Kurve (Cannstatt krivina)
- Untertürkheimer Kurve (Untertürkheim krivina)

MHPArena ima jedinstvenu konstrukciju krova, što je čini prepoznatljivom. Napravljen je od precizno taljene opne koja se sastoji od PVC mazanog poliestera, tkivo krova može izdržati i do 1 000 kg težine po četvornom decimetru. Okvir je napravljen od estetskog čelika što okružuje cijeli stadion, težine od otprilike 2 700 tona. Čelične žice povezuju krov i okvir, a teže oko 420 tona. Krov je napravljen tek u 1993. godini, a napravljen je za potrebe Svjetskog prvenstva u atletici 1993.

## Poznati događaji

### Svjetsko nogometno prvenstvo 1974.
Stuttgart je ugostio sljedeće 4 utakmice na Svjetskom nogometnom prvenstvu 1974.:
| Datum            | Vrijeme (CET) | Momčad #1 | Rez. | Momčad #2 | Krug                   | Gledatelja |
| ---------------- | ------------- | --------- | ---- | --------- | ---------------------- | ---------- |
| 15. lipnja 1974. | 18:00         | Poljska   | 3:2  | Argentina | Prvi krug - Skupina 4  | 31,500     |
| 19. lipnja 1974. | 19:30         | Argentina | 1:1  | Italija   | Prvi krug - Skupina 4  | 68,900     |
| 23. lipnja 1974. | 16:00         | Poljska   | 2:1  | Italija   | Prvi krug - Skupina 4  | 68,900     |
| 26. lipnja 1974. | 19:30         | Švedska   | 0:1  | Poljska   | Drugi krug - Skupina B | 43,755     |

### Europsko nogometno prvenstvo 1988.
Sljedeće utakmice su se održale na Neckarstationu za vrijeme Europskog nogometnog prvenstva 1988.:
| Datum            | Vrijeme (CET) | Momčad #1 | Rez. | Momčad #2 | Krug                  | Gledatelja |
| ---------------- | ------------- | --------- | ---- | --------- | --------------------- | ---------- |
| 12. lipnja 1988. | 15:30         | Engleska  | 0:1  | Irska     | Prvi krug - Skupina B | 51,573     |
| 22. lipnja 1988. | 20:15         | SSSR      | 2:0  | Italija   | Polufinale            | 61,606     |

### Svjetsko nogometno prvenstvo 2006.
Sljedeće utakmice su se održale na Gottlieb-Daimler-Stadion za vrijeme Svjetskog nogometnog prvenstva 2006.:
| Datum            | Vrijeme (CET) | Momčad #1  | Rez. | Momčad #2        | Krug                  | Gledatelja |
| ---------------- | ------------- | ---------- | ---- | ---------------- | --------------------- | ---------- |
| 13. lipnja 2006. | 18:00         | Francuska  | 0:0  | Švicarska        | Skupina G             | 52,000     |
| 16. lipnja 2006. | 18:00         | Nizozemska | 2:1  | Obala Bjelokosti | Skupina C             | 52,000     |
| 19. lipnja 2006. | 21:00         | Španjolska | 3:1  | Tunis            | Skupina H             | 52,000     |
| 22. lipnja 2006. | 21:00         | Hrvatska   | 2:2  | Australija       | Skupina F             | 52,000     |
| 25. lipnja 2006. | 17:00         | Engleska   | 1:0  | Ekvador          | Osmina finala         | 52,000     |
| 8. srpnja 2006.  | 21:00         | Njemačka   | 3:1  | Portugal         | Utakmica za 3. mjesto | 52,000     |